# Mimosa aurivillus
Mimosa aurivillus är en ärtväxtart som beskrevs av Carl Friedrich Philipp von Martius. Mimosa aurivillus ingår i släktet mimosor, och familjen ärtväxter.

## Underarter
Arten delas in i följande underarter:
- M. a. aurivillus
- M. a. sordescens